# Lepthyphantes aldersoni
Lepthyphantes aldersoni este o specie de păianjeni din genul Lepthyphantes, familia Linyphiidae, descrisă de A. Levi și Levi, 1955. Conform Catalogue of Life specia Lepthyphantes aldersoni nu are subspecii cunoscute.